# Colombiaans voetbalelftal (vrouwen)
Het Colombiaans vrouwenvoetbalelftal is een voetbalteam dat uitkomt voor Colombia bij internationale wedstrijden, zoals het Zuid-Amerikaans kampioenschap.

## Prestaties op eindronden

### Wereldkampioenschap
| Jaar   | Resultaat                         | Wed                               | W                                 | G                                 | V                                 | DV                                | DT                                |
| ------ | --------------------------------- | --------------------------------- | --------------------------------- | --------------------------------- | --------------------------------- | --------------------------------- | --------------------------------- |
| 1991   | Niet deelgenomen aan kwalificatie | Niet deelgenomen aan kwalificatie | Niet deelgenomen aan kwalificatie | Niet deelgenomen aan kwalificatie | Niet deelgenomen aan kwalificatie | Niet deelgenomen aan kwalificatie | Niet deelgenomen aan kwalificatie |
| 1995   | Niet gekwalificeerd               | Niet gekwalificeerd               | Niet gekwalificeerd               | Niet gekwalificeerd               | Niet gekwalificeerd               | Niet gekwalificeerd               | Niet gekwalificeerd               |
| 1999   | Niet gekwalificeerd               | Niet gekwalificeerd               | Niet gekwalificeerd               | Niet gekwalificeerd               | Niet gekwalificeerd               | Niet gekwalificeerd               | Niet gekwalificeerd               |
| 2003   | Niet gekwalificeerd               | Niet gekwalificeerd               | Niet gekwalificeerd               | Niet gekwalificeerd               | Niet gekwalificeerd               | Niet gekwalificeerd               | Niet gekwalificeerd               |
| 2007   | Niet gekwalificeerd               | Niet gekwalificeerd               | Niet gekwalificeerd               | Niet gekwalificeerd               | Niet gekwalificeerd               | Niet gekwalificeerd               | Niet gekwalificeerd               |
| 2011   | Groepsfinale                      | 3                                 | 0                                 | 1                                 | 2                                 | 0                                 | 4                                 |
| 2015   | Achtste finale                    | 4                                 | 1                                 | 1                                 | 2                                 | 4                                 | 5                                 |
| 2019   | Niet gekwalificeerd               | Niet gekwalificeerd               | Niet gekwalificeerd               | Niet gekwalificeerd               | Niet gekwalificeerd               | Niet gekwalificeerd               | Niet gekwalificeerd               |
| / 2023 | Kwartfinale                       | 5                                 | 3                                 | 0                                 | 2                                 | 6                                 | 4                                 |
| Totaal | 3/9                               | 12                                | 4                                 | 2                                 | 6                                 | 10                                | 13                                |

### Olympische Spelen
| Jaar   | Resultaat           | Wed                 | W                   | G                   | V                   | DV                  | DT                  |
| ------ | ------------------- | ------------------- | ------------------- | ------------------- | ------------------- | ------------------- | ------------------- |
| 1996   | Niet gekwalificeerd | Niet gekwalificeerd | Niet gekwalificeerd | Niet gekwalificeerd | Niet gekwalificeerd | Niet gekwalificeerd | Niet gekwalificeerd |
| 2000   | Niet gekwalificeerd | Niet gekwalificeerd | Niet gekwalificeerd | Niet gekwalificeerd | Niet gekwalificeerd | Niet gekwalificeerd | Niet gekwalificeerd |
| 2004   | Niet gekwalificeerd | Niet gekwalificeerd | Niet gekwalificeerd | Niet gekwalificeerd | Niet gekwalificeerd | Niet gekwalificeerd | Niet gekwalificeerd |
| 2008   | Niet gekwalificeerd | Niet gekwalificeerd | Niet gekwalificeerd | Niet gekwalificeerd | Niet gekwalificeerd | Niet gekwalificeerd | Niet gekwalificeerd |
| 2012   | Eerste ronde        | 3                   | 0                   | 0                   | 3                   | 0                   | 6                   |
| 2016   | Eerste ronde        | 3                   | 0                   | 1                   | 2                   | 2                   | 7                   |
| Totaal | 2/6                 | 6                   | 0                   | 1                   | 5                   | 2                   | 13                  |

### Zuid-Amerikaans kampioenschap
| Jaar   | Resultaat                         | Wed                               | W                                 | G                                 | V                                 | DV                                | DT                                |
| ------ | --------------------------------- | --------------------------------- | --------------------------------- | --------------------------------- | --------------------------------- | --------------------------------- | --------------------------------- |
| 1991   | Niet deelgenomen aan kwalificatie | Niet deelgenomen aan kwalificatie | Niet deelgenomen aan kwalificatie | Niet deelgenomen aan kwalificatie | Niet deelgenomen aan kwalificatie | Niet deelgenomen aan kwalificatie | Niet deelgenomen aan kwalificatie |
| 1995   | Niet deelgenomen aan kwalificatie | Niet deelgenomen aan kwalificatie | Niet deelgenomen aan kwalificatie | Niet deelgenomen aan kwalificatie | Niet deelgenomen aan kwalificatie | Niet deelgenomen aan kwalificatie | Niet deelgenomen aan kwalificatie |
| 1998   | Eerste ronde                      | 4                                 | 2                                 | 0                                 | 2                                 | 11                                | 16                                |
| 2003   | Derde plaats                      | 5                                 | 2                                 | 1                                 | 2                                 | 12                                | 16                                |
| 2006   | Eerste ronde                      | 4                                 | 1                                 | 1                                 | 2                                 | 4                                 | 11                                |
| 2010   | Runner-up                         | 7                                 | 4                                 | 1                                 | 2                                 | 19                                | 8                                 |
| 2014   | Runner-up                         | 7                                 | 5                                 | 2                                 | 0                                 | 12                                | 2                                 |
| Totaal | 5/7                               | 27                                | 14                                | 5                                 | 8                                 | 58                                | 53                                |

### Pan-Amerikaanse Spelen
| Jaar   | Resultaat        | Wed              | W                | G                | V                | DV               | DT               |
| ------ | ---------------- | ---------------- | ---------------- | ---------------- | ---------------- | ---------------- | ---------------- |
| 1999   | Niet deelgenomen | Niet deelgenomen | Niet deelgenomen | Niet deelgenomen | Niet deelgenomen | Niet deelgenomen | Niet deelgenomen |
| 2003   | Niet deelgenomen | Niet deelgenomen | Niet deelgenomen | Niet deelgenomen | Niet deelgenomen | Niet deelgenomen | Niet deelgenomen |
| 2007   | Niet deelgenomen | Niet deelgenomen | Niet deelgenomen | Niet deelgenomen | Niet deelgenomen | Niet deelgenomen | Niet deelgenomen |
| 2011   | Vierde plaats    | 5                | 2                | 0                | 3                | 3                | 4                |
| 2015   | Runner-up        | 5                | 3                | 1                | 1                | 5                | 5                |
| Totaal | 2/5              | 10               | 5                | 1                | 4                | 8                | 9                |

## Statistieken
- Bijgewerkt op 10 december 2017.

### Tegenstanders
| Tegenstander       | Wed. | W  | G | V | DV | DT | DS  |
| ------------------ | ---- | -- | - | - | -- | -- | --- |
| Argentinië         | 6    | 2  | 2 | 2 | 5  | 9  | –4  |
| Bolivia            | 1    | 1  | 0 | 0 | 4  | 2  | +2  |
| Brazilië           | 8    | 0  | 1 | 7 | 4  | 39 | –35 |
| Canada             | 2    | 1  | 0 | 1 | 2  | 2  | 0   |
| Chili              | 7    | 4  | 2 | 1 | 13 | 7  | +6  |
| Costa Rica         | 2    | 2  | 0 | 0 | 3  | 1  | +2  |
| Denemarken         | 2    | 0  | 1 | 0 | 2  | 2  | 0   |
| Ecuador            | 7    | 5  | 2 | 0 | 13 | 6  | +7  |
| Engeland           | 1    | 0  | 0 | 1 | 1  | 2  | –1  |
| Frankrijk          | 3    | 1  | 0 | 2 | 2  | 5  | –3  |
| Haïti              | 1    | 1  | 0 | 0 | 3  | 0  | +3  |
| Japan              | 1    | 0  | 0 | 1 | 2  | 4  | –2  |
| Mexico             | 6    | 1  | 2 | 3 | 5  | 7  | –2  |
| Nieuw-Zeeland      | 3    | 0  | 0 | 3 | 1  | 4  | –3  |
| Noord-Korea        | 2    | 0  | 1 | 1 | 0  | 2  | –2  |
| Paraguay           | 1    | 1  | 0 | 0 | 3  | 0  | +3  |
| Peru               | 4    | 3  | 0 | 1 | 6  | 2  | +4  |
| Trinidad en Tobago | 3    | 2  | 1 | 0 | 9  | 1  | +8  |
| Uruguay            | 4    | 4  | 0 | 0 | 15 | 0  | +15 |
| Venezuela          | 11   | 10 | 0 | 1 | 32 | 4  | +28 |
| Verenigde Staten   | 6    | 0  | 1 | 5 | 2  | 20 | –18 |
| Wales              | 1    | 1  | 0 | 0 | 3  | 1  | +2  |
| Zweden             | 1    | 0  | 0 | 1 | 0  | 1  | –1  |

## Selecties

### Olympische Spelen
| Selectie van Colombia bij de Olympische Spelen 2012 | Selectie van Colombia bij de Olympische Spelen 2012 | Selectie van Colombia bij de Olympische Spelen 2012 | Selectie van Colombia bij de Olympische Spelen 2012 | Selectie van Colombia bij de Olympische Spelen 2012 | Selectie van Colombia bij de Olympische Spelen 2012 | Selectie van Colombia bij de Olympische Spelen 2012 | Selectie van Colombia bij de Olympische Spelen 2012 | Selectie van Colombia bij de Olympische Spelen 2012 |
| №                                                   | Naam                                                | Wed.                                                | Dlpnt.                                              | Club                                                |                                                     |                                                     |                                                     |                                                     |
| --------------------------------------------------- | --------------------------------------------------- | --------------------------------------------------- | --------------------------------------------------- | --------------------------------------------------- | --------------------------------------------------- | --------------------------------------------------- | --------------------------------------------------- | --------------------------------------------------- |
| Doel                                                |                                                     |                                                     |                                                     |                                                     |                                                     |                                                     |                                                     |                                                     |
| 1                                                   | Stefany Castaño                                     |                                                     |                                                     | Graceland Y.                                        |                                                     |                                                     |                                                     |                                                     |
| 18                                                  | Sandra Sepúlveda                                    |                                                     |                                                     | Formas Íntimas                                      |                                                     |                                                     |                                                     |                                                     |
| Verdediging                                         |                                                     |                                                     |                                                     |                                                     |                                                     |                                                     |                                                     |                                                     |
| 3                                                   | Natalia Gaitàn                                      |                                                     |                                                     | Toledo Rockets                                      |                                                     |                                                     |                                                     |                                                     |
| 4                                                   | Natalia Ariza                                       |                                                     |                                                     | Austin Peay Governors                               |                                                     |                                                     |                                                     |                                                     |
| 5                                                   | Nataly Arias                                        |                                                     |                                                     | Universiteit van Maryland                           |                                                     |                                                     |                                                     |                                                     |
| 14                                                  | Kelis Peduzine                                      |                                                     |                                                     | Deportivo Eba                                       |                                                     |                                                     |                                                     |                                                     |
| Middenveld                                          |                                                     |                                                     |                                                     |                                                     |                                                     |                                                     |                                                     |                                                     |
| 2                                                   | Tatiana Ariza                                       |                                                     |                                                     | Austin Peay Governors                               |                                                     |                                                     |                                                     |                                                     |
| 6                                                   | Daniela Montoya                                     |                                                     |                                                     | Formas Íntimas                                      |                                                     |                                                     |                                                     |                                                     |
| 8                                                   | Yoreli Rincón                                       |                                                     |                                                     | XV de Novembro                                      |                                                     |                                                     |                                                     |                                                     |
| 11                                                  | Liana Salazar                                       |                                                     |                                                     | Kansas Jayhawks                                     |                                                     |                                                     |                                                     |                                                     |
| 12                                                  | Ana-Maria Montoya                                   |                                                     |                                                     | Arizona Wildcats                                    |                                                     |                                                     |                                                     |                                                     |
| 13                                                  | Yulieth Domínguez                                   |                                                     |                                                     | CD Estudiantes                                      |                                                     |                                                     |                                                     |                                                     |
| Aanval                                              |                                                     |                                                     |                                                     |                                                     |                                                     |                                                     |                                                     |                                                     |
| 7                                                   | Oriánica Velásquez                                  |                                                     |                                                     | Indiana Hoosiers                                    |                                                     |                                                     |                                                     |                                                     |
| 9                                                   | Carmen Rodallega                                    |                                                     |                                                     | Carlos Sarmiento Lora                               |                                                     |                                                     |                                                     |                                                     |
| 10                                                  | Catalina Usme                                       |                                                     |                                                     | Formas Íntimas                                      |                                                     |                                                     |                                                     |                                                     |
| 15                                                  | Ingrid Vidal                                        |                                                     |                                                     | Kansas Jayhawks                                     |                                                     |                                                     |                                                     |                                                     |
| 16                                                  | Lady Andrade                                        |                                                     |                                                     | Inter de Bogotá                                     |                                                     |                                                     |                                                     |                                                     |
| 17                                                  | Melissa Ortíz                                       |                                                     |                                                     | Lynn University                                     |                                                     |                                                     |                                                     |                                                     |
| Bondscoach: Ricardo Ocampo                          |                                                     |                                                     |                                                     |                                                     |                                                     |                                                     |                                                     |                                                     |

### Wereldkampioenschap
| Selectie van Colombia bij het Wereldkampioenschap 2011 | Selectie van Colombia bij het Wereldkampioenschap 2011 | Selectie van Colombia bij het Wereldkampioenschap 2011 | Selectie van Colombia bij het Wereldkampioenschap 2011 | Selectie van Colombia bij het Wereldkampioenschap 2011 | Selectie van Colombia bij het Wereldkampioenschap 2011 | Selectie van Colombia bij het Wereldkampioenschap 2011 | Selectie van Colombia bij het Wereldkampioenschap 2011 | Selectie van Colombia bij het Wereldkampioenschap 2011 |
| №                                                      | Naam                                                   | Wed.                                                   | Dlpnt.                                                 | Club                                                   |                                                        |                                                        |                                                        |                                                        |
| ------------------------------------------------------ | ------------------------------------------------------ | ------------------------------------------------------ | ------------------------------------------------------ | ------------------------------------------------------ | ------------------------------------------------------ | ------------------------------------------------------ | ------------------------------------------------------ | ------------------------------------------------------ |
| Doel                                                   |                                                        |                                                        |                                                        |                                                        |                                                        |                                                        |                                                        |                                                        |
| 1                                                      | Yineth Varón                                           |                                                        |                                                        | Palmiranas                                             |                                                        |                                                        |                                                        |                                                        |
| 12                                                     | Sandra Sepúlveda                                       |                                                        |                                                        | Formas Íntimas                                         |                                                        |                                                        |                                                        |                                                        |
| 21                                                     | Alejandra Velasco                                      |                                                        |                                                        | Gol Star                                               |                                                        |                                                        |                                                        |                                                        |
| Verdediging                                            |                                                        |                                                        |                                                        |                                                        |                                                        |                                                        |                                                        |                                                        |
| 2                                                      | Yuli Muñoz                                             |                                                        |                                                        | CD Estudiantes                                         |                                                        |                                                        |                                                        |                                                        |
| 3                                                      | Natalia Gaitàn                                         |                                                        |                                                        | Toledo Rockets                                         |                                                        |                                                        |                                                        |                                                        |
| 5                                                      | Nataly Arias                                           |                                                        |                                                        | Formas Íntimas                                         |                                                        |                                                        |                                                        |                                                        |
| 14                                                     | Kelis Peduzine                                         |                                                        |                                                        | Deportivo Eba                                          |                                                        |                                                        |                                                        |                                                        |
| 19                                                     | Fatima Montaño                                         |                                                        |                                                        | Águila Roja                                            |                                                        |                                                        |                                                        |                                                        |
| Middenveld                                             |                                                        |                                                        |                                                        |                                                        |                                                        |                                                        |                                                        |                                                        |
| 6                                                      | Daniela Montoya                                        |                                                        |                                                        | Formas Íntimas                                         |                                                        |                                                        |                                                        |                                                        |
| 8                                                      | Andrea Peralta                                         |                                                        |                                                        | CD Estudiantes                                         |                                                        |                                                        |                                                        |                                                        |
| 10                                                     | Yoreli Rincón                                          |                                                        |                                                        | Gol Star                                               |                                                        |                                                        |                                                        |                                                        |
| 11                                                     | Liana Salazar                                          |                                                        |                                                        | Kansas Jayhawks                                        |                                                        |                                                        |                                                        |                                                        |
| 13                                                     | Yulieth Domínguez                                      |                                                        |                                                        | CD Estudiantes                                         |                                                        |                                                        |                                                        |                                                        |
| 15                                                     | Tatiana Ariza                                          |                                                        |                                                        | Austin Peay G.                                         |                                                        |                                                        |                                                        |                                                        |
| Aanval                                                 |                                                        |                                                        |                                                        |                                                        |                                                        |                                                        |                                                        |                                                        |
| 4                                                      | Diana Ospina                                           |                                                        |                                                        | Formas Íntimas                                         |                                                        |                                                        |                                                        |                                                        |
| 7                                                      | Catalina Usme                                          |                                                        |                                                        | Independiente Medellín                                 |                                                        |                                                        |                                                        |                                                        |
| 9                                                      | Carmen Rodallega                                       |                                                        |                                                        | Sarmiento Lora                                         |                                                        |                                                        |                                                        |                                                        |
| 16                                                     | Lady Andrade                                           |                                                        |                                                        | Inter de Bogotá                                        |                                                        |                                                        |                                                        |                                                        |
| 17                                                     | Ingrid Vidal                                           |                                                        |                                                        | Kansas Jayhawks                                        |                                                        |                                                        |                                                        |                                                        |
| 18                                                     | Katerin Castro                                         |                                                        |                                                        | CD Estudiantes                                         |                                                        |                                                        |                                                        |                                                        |
| 20                                                     | Oriánica Velásquez                                     |                                                        |                                                        | Indiana Hoosiers                                       |                                                        |                                                        |                                                        |                                                        |
| Bondscoach: Ricardo Ocampo                             |                                                        |                                                        |                                                        |                                                        |                                                        |                                                        |                                                        |                                                        |

| Selectie van Colombia bij het Wereldkampioenschap 2015 | Selectie van Colombia bij het Wereldkampioenschap 2015 | Selectie van Colombia bij het Wereldkampioenschap 2015 | Selectie van Colombia bij het Wereldkampioenschap 2015 | Selectie van Colombia bij het Wereldkampioenschap 2015 | Selectie van Colombia bij het Wereldkampioenschap 2015 | Selectie van Colombia bij het Wereldkampioenschap 2015 | Selectie van Colombia bij het Wereldkampioenschap 2015 | Selectie van Colombia bij het Wereldkampioenschap 2015 |
| №                                                      | Naam                                                   | Wed.                                                   | Dlpnt.                                                 | Club                                                   |                                                        |                                                        |                                                        |                                                        |
| ------------------------------------------------------ | ------------------------------------------------------ | ------------------------------------------------------ | ------------------------------------------------------ | ------------------------------------------------------ | ------------------------------------------------------ | ------------------------------------------------------ | ------------------------------------------------------ | ------------------------------------------------------ |
| Doel                                                   |                                                        |                                                        |                                                        |                                                        |                                                        |                                                        |                                                        |                                                        |
| 1                                                      | Stefany Castaño                                        |                                                        |                                                        | Graceland Y.                                           |                                                        |                                                        |                                                        |                                                        |
| 12                                                     | Sandra Sepúlveda                                       |                                                        |                                                        | Formas Íntimas                                         |                                                        |                                                        |                                                        |                                                        |
| 22                                                     | Catalina Pérez                                         |                                                        |                                                        | Miami Hurricanes                                       |                                                        |                                                        |                                                        |                                                        |
| Verdediging                                            |                                                        |                                                        |                                                        |                                                        |                                                        |                                                        |                                                        |                                                        |
| 3                                                      | Natalia Gaitàn                                         |                                                        |                                                        | Gol Star                                               |                                                        |                                                        |                                                        |                                                        |
| 5                                                      | Lina Granados                                          |                                                        |                                                        | Vanderbilt University                                  |                                                        |                                                        |                                                        |                                                        |
| 13                                                     | Angela Clavijo                                         |                                                        |                                                        | Club Kamatsa                                           |                                                        |                                                        |                                                        |                                                        |
| 14                                                     | Nataly Arias                                           |                                                        |                                                        | Atlanta Silverbacks                                    |                                                        |                                                        |                                                        |                                                        |
| 17                                                     | Carolina Arias                                         |                                                        |                                                        | Palmiranas                                             |                                                        |                                                        |                                                        |                                                        |
| Middenveld                                             |                                                        |                                                        |                                                        |                                                        |                                                        |                                                        |                                                        |                                                        |
| 2                                                      | Carolina Arbeláez                                      |                                                        |                                                        | Formas Íntimas                                         |                                                        |                                                        |                                                        |                                                        |
| 4                                                      | Diana Ospina                                           |                                                        |                                                        | Formas Íntimas                                         |                                                        |                                                        |                                                        |                                                        |
| 6                                                      | Daniela Montoya                                        |                                                        |                                                        | Formas Íntimas                                         |                                                        |                                                        |                                                        |                                                        |
| 8                                                      | Mildrey Pineda                                         |                                                        |                                                        | Palmiranas                                             |                                                        |                                                        |                                                        |                                                        |
| 10                                                     | Yoreli Rincón                                          |                                                        |                                                        | ASD Torres                                             |                                                        |                                                        |                                                        |                                                        |
| 11                                                     | Catalina Usme                                          |                                                        |                                                        | Formas Íntimas                                         |                                                        |                                                        |                                                        |                                                        |
| 19                                                     | Leicy Santos                                           |                                                        |                                                        | Club Besser                                            |                                                        |                                                        |                                                        |                                                        |
| 21                                                     | Isabella Echeverri                                     |                                                        |                                                        | Toledo Rockets                                         |                                                        |                                                        |                                                        |                                                        |
| Aanval                                                 |                                                        |                                                        |                                                        |                                                        |                                                        |                                                        |                                                        |                                                        |
| 7                                                      | Ingrid Vidal                                           |                                                        |                                                        | Palmiranas                                             |                                                        |                                                        |                                                        |                                                        |
| 9                                                      | Oriánica Velásquez                                     |                                                        |                                                        | Gol Star                                               |                                                        |                                                        |                                                        |                                                        |
| 15                                                     | Tatiana Ariza                                          |                                                        |                                                        | Gol Star                                               |                                                        |                                                        |                                                        |                                                        |
| 16                                                     | Lady Andrade                                           |                                                        |                                                        | Palmiranas                                             |                                                        |                                                        |                                                        |                                                        |
| 18                                                     | Yisela Cuesta                                          |                                                        |                                                        | Formas Íntimas                                         |                                                        |                                                        |                                                        |                                                        |
| 20                                                     | Laura Cosme                                            |                                                        |                                                        | Palmiranas                                             |                                                        |                                                        |                                                        |                                                        |
| 23                                                     | Manuela Gonzalez                                       |                                                        |                                                        | Palmiranas                                             |                                                        |                                                        |                                                        |                                                        |
| Bondscoach: Fabian Taborda                             |                                                        |                                                        |                                                        |                                                        |                                                        |                                                        |                                                        |                                                        |

### Pan-Amerikaanse Spelen
| Selectie van Colombia bij de Pan-Amerikaanse Spelen 2015 | Selectie van Colombia bij de Pan-Amerikaanse Spelen 2015 | Selectie van Colombia bij de Pan-Amerikaanse Spelen 2015 | Selectie van Colombia bij de Pan-Amerikaanse Spelen 2015 | Selectie van Colombia bij de Pan-Amerikaanse Spelen 2015 | Selectie van Colombia bij de Pan-Amerikaanse Spelen 2015 | Selectie van Colombia bij de Pan-Amerikaanse Spelen 2015 | Selectie van Colombia bij de Pan-Amerikaanse Spelen 2015 | Selectie van Colombia bij de Pan-Amerikaanse Spelen 2015 |
| №                                                        | Naam                                                     | Wed.                                                     | Dlpnt.                                                   | Club                                                     |                                                          |                                                          |                                                          |                                                          |
| -------------------------------------------------------- | -------------------------------------------------------- | -------------------------------------------------------- | -------------------------------------------------------- | -------------------------------------------------------- | -------------------------------------------------------- | -------------------------------------------------------- | -------------------------------------------------------- | -------------------------------------------------------- |
| Doel                                                     |                                                          |                                                          |                                                          |                                                          |                                                          |                                                          |                                                          |                                                          |
| 1                                                        | Paula Forero                                             |                                                          |                                                          | Barry University                                         |                                                          |                                                          |                                                          |                                                          |
| 12                                                       | Sandra Sepúlveda                                         |                                                          |                                                          | Formas Íntimas                                           |                                                          |                                                          |                                                          |                                                          |
| 22                                                       | Stefany Castaño                                          |                                                          |                                                          | Graceland Y.                                             |                                                          |                                                          |                                                          |                                                          |
| Verdediging                                              |                                                          |                                                          |                                                          |                                                          |                                                          |                                                          |                                                          |                                                          |
| 2                                                        | Isabella Echeverri                                       |                                                          |                                                          | University of Toledo                                     |                                                          |                                                          |                                                          |                                                          |
| 3                                                        | Natalia Gaitàn                                           |                                                          |                                                          | Club Gol Star                                            |                                                          |                                                          |                                                          |                                                          |
| 13                                                       | Angela Clavijo                                           |                                                          |                                                          | Kamatsa                                                  |                                                          |                                                          |                                                          |                                                          |
| 14                                                       | Nataly Arias                                             |                                                          |                                                          | Atlanta Silverbacks                                      |                                                          |                                                          |                                                          |                                                          |
| 17                                                       | Carolina Arias                                           |                                                          |                                                          | Palmirinas                                               |                                                          |                                                          |                                                          |                                                          |
| Middenveld                                               |                                                          |                                                          |                                                          |                                                          |                                                          |                                                          |                                                          |                                                          |
| 4                                                        | Diana Ospina                                             |                                                          |                                                          | Formas Íntimas                                           |                                                          |                                                          |                                                          |                                                          |
| 6                                                        | Daniela Montoya                                          |                                                          |                                                          | Formas Íntimas                                           |                                                          |                                                          |                                                          |                                                          |
| 8                                                        | Carolina Pineda                                          |                                                          |                                                          | Palmiranas                                               |                                                          |                                                          |                                                          |                                                          |
| 11                                                       | Maria Usme                                               |                                                          |                                                          | Formas Íntimas                                           |                                                          |                                                          |                                                          |                                                          |
| 18                                                       | Maria Santos                                             |                                                          |                                                          | Club Besser                                              |                                                          |                                                          |                                                          |                                                          |
| Aanval                                                   |                                                          |                                                          |                                                          |                                                          |                                                          |                                                          |                                                          |                                                          |
| 7                                                        | Ingrid Vidal                                             |                                                          |                                                          | Palmiranas                                               |                                                          |                                                          |                                                          |                                                          |
| 9                                                        | Oriánica Velásquez                                       |                                                          |                                                          | Club Gol Star                                            |                                                          |                                                          |                                                          |                                                          |
| 15                                                       | Tatiana Ariza                                            |                                                          |                                                          | Club Gol Star                                            |                                                          |                                                          |                                                          |                                                          |
| Bondscoach: Fabian Taborda                               |                                                          |                                                          |                                                          |                                                          |                                                          |                                                          |                                                          |                                                          |

Colfútbol · A-internationals · Selecties · Statistieken · Bondscoaches · Colombiaans vrouwenelftal · Olympisch elftal · Colombia U20 · Colombia U17
1938 – 1949 ·
1950 – 1959 ·
1960 – 1969 ·
1970 – 1979 ·
1980 – 1989 ·
1990 – 1999 ·
2000 – 2009 ·
2010 – 2019 ·
2020 – 2029
WK 1962 · 
WK 1990 · 
WK 1994 · 
WK 1998 · 
WK 2014 · 
WK 2018
OS 1968 · 
OS 1972 · 
OS 1980 · 
OS 1992 · 
OS 2016
1938 · 
1939 · 1940 · 1941 · 1942 · 1943 · 1944 · 
1946 · 
1947 · 
1948 · 
1949 · 
1950 · 1951 · 1952 · 1953 · 1954 · 1955 · 1956 · 
1957 · 
1958 · 1959 · 1960 · 
1961 · 
1962 · 
1963 · 
1964 · 
1965 · 
1966 · 
1967 · 
1968 · 
1969 · 
1970 · 
1971 · 
1972 · 
1973 · 
1974 · 
1975 · 
1976 · 
1977 · 
1978 · 
1979 · 
1980 · 
1981 · 
1982 · 
1983 · 
1984 · 
1985 · 
1986 · 
1987 · 
1988 · 
1989 · 
1990 ·
1991 · 
1992 · 
1993 · 
1994 · 
1995 · 
1996 · 
1997 · 
1998 · 
1999 · 
2000 · 
2001 · 
2002 · 
2003 · 
2004 · 
2005 · 
2006 · 
2007 · 
2008 · 
2009 · 
2010 · 
2011 · 
2012 · 
2013 · 
2014 · 
2015 · 
2016 · 
2017 ·
2018 ·
2019 ·
2020 ·
2021
Algerije ·
Argentinië ·
Australië ·
Bahrein ·
België ·
Bolivia · 
Brazilië ·
Canada ·
Chili ·
China · 
Costa Rica ·
Cuba ·
DDR ·
Duitsland ·
Ecuador ·
Egypte ·
El Salvador ·
Engeland ·
Finland ·
Frankrijk ·
Griekenland ·
Guatemala · 
Haïti ·
Honduras ·
Hongarije ·
Hongkong ·
Ierland ·
Irak ·
Israël ·
Ivoorkust ·
Jamaica ·
Japan ·
Joegoslavië ·
Jordanië ·
Kameroen ·
Koeweit · 
Liberia · 
Marokko ·
Mexico ·
Montenegro ·
Nederland ·
Nederlandse Antillen ·
Nicaragua ·
Nieuw-Zeeland · 
Nigeria ·
Noord-Ierland ·
Noorwegen ·
Panama ·
Paraguay ·
Peru ·
Polen ·
Puerto Rico ·
Qatar ·
Roemenië ·
Saoedi-Arabië ·
Schotland ·
Senegal ·
Servië ·
Slovenië ·
Slowakije ·
Sovjet-Unie ·
Spanje ·
Trinidad en Tobago ·
Tsjecho-Slowakije ·
Tunesië · 
Turkije · 
Uruguay ·
Venezuela ·
Verenigde Arabische Emiraten · 
Verenigde Staten ·
Zuid-Afrika ·
Zuid-Korea ·
Zweden ·
Zwitserland
Brazilië (2014) ·
Engeland (2018) ·
Griekenland (2014) ·
Ivoorkust (2014) ·
Japan (2014) ·
Japan (2018) ·
Polen (2018) ·
Senegal (2018) ·
Uruguay (2014)